# Krywańska Przełączka
Krywańska Przełączka (słow. Daxnerovo sedlo) – płytka przełęcz w słowackich Tatrach Wysokich między Krywaniem a Małym Krywaniem, znajdująca się w południowym grzbiecie masywu zwanym Pawłowym Grzbietem. Nazwą obejmuje się całe obniżenie grzbietu między Krywaniem a Małym Krywaniem. W istocie są to trzy niewielkie przełączki oddzielone skalnymi garbami, którym nie nadano nazw. W kierunku od Krywania na południe są to:
- Zadnia Krywańska Przełączka (Zadné Daxnerovo sedlo),
- Pośrednia Krywańska Przełączka (Prostredné Daxnerovo sedlo),
- Skrajna Krywańska Przełączka (Predné Daxnerovo sedlo).

Słowacka nazwa odnosi się do Štefana Daxnera, słowackiego bojownika o niepodległość, który był członkiem narodowej wycieczki na Krywań w 1861 r.

## Przypisy

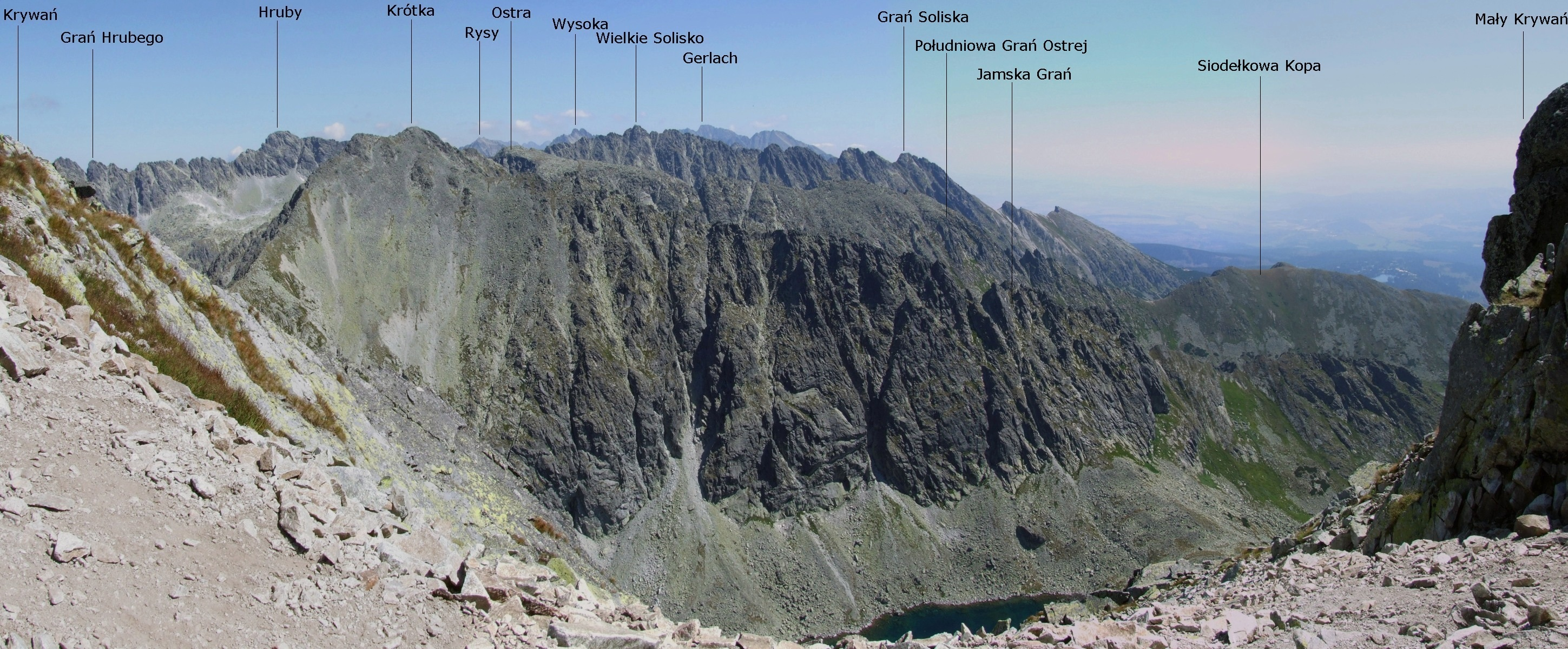
Panorama z Krywańskiej Przełączki w kierunku zachodnim, północnym i wschodnim

## Szlaki turystyczne
– niebieski od Rozdroża pod Krywaniem przez Krywańską Przełączkę na Krywań. Czas przejścia 55 min, ↓ 40 min. Do Rozdroża pod Krywaniem prowadzą 2 szlaki: zielony od Trzech Źródeł i niebieski od Rozdroża przy Jamskim Stawie.